# Β-氫消除反應
β-氫消除反應是一类具有β-氢的烷基（R-H(β)）作为配体与金属配合物上的空軌域結合，之后β位上的氢通过去插入反应迁移至金属中心原子，並形成雙鍵。值得注意的是，参与反应的烷基一定要有在β碳上的氫原子（例如丁基可以参与，而甲基就不行）。

## 应用
β-氫消除反應可以在工业合成中担任关键步骤，例如壳牌高级烯烃过程就用本反應產生了可用作清潔劑前体的端烯。鏈分支是由直鏈乙烯產生分支化合物中的主要原因，其中的重要步驟就是β-氫消除反應。

## 类似反应
β-氫消除的关键步是反應中的第一步。例如從三氯化钌，三苯基膦和2 - 甲氧基乙醇中合成RuHCl(CO)(PPh3)3。在作为底物的（M-OR）配体形成后，經過β-氫消除，2-甲氧基-乙氧基上的β氢迁移至钌，并形成2-甲氧基乙醛。之後离去一分子一氧化碳并轉為羰基的配合物。

## 防止
但是有時也需要避免β-氫消除反應的發生，例如在齐格勒-纳塔反應中，β-氫消除反應會使得聚合物分子量下降。在以鎳和鈀為催化劑的反應過程中，將芳基烷的鹵化物與格利雅试剂進行耦合，β-氫消除的发生會使得產率下降。
一些方法可以避免發生β-氫消除的发生，最常利用β碳上沒有氫原子的烷基配体，例如甲基或新戊基。
體積大的烷基配位體，例如叔丁基及三甲基矽基，會防止氫原子與相近金屬的α/β位原子共平面。在含有降冰片烷基配位體的穩定金屬化合物中，由于桥头碳的空阻，β-氫消除反應将不能发生。
如果金屬的中間原子其電子軌域全滿，例如配合物已經滿足18電子組態，則β-氫消除反應也不會發生。
在某些狀況下，配位物还可利用幾何學的方式防止β-氫消除反應的產生；例如：反應中利用雙膦烷（分子中兩個磷原子被分開固定在環上）防止β-氫消除反應。
另一個方法是使用二茂鐵（ferrocene），將鎳和鈀的化合物与1,1'-（二膦基）二茂铁重組，使此金屬分子的反式方向擁有兩個磷原子，並形成正方形的平面配位物。當這些金屬形成正方形平面配位物時，就通过空阻限制了順式的烷基的形成，从而避免β-氫消除的發生。